# A 111-es
Pour plus de détails, voir Fiche technique et Distribution.
A 111-es est un film hongrois muet réalisé par Alexander Korda, réalisé en 1921. Ce film est l'adaptation au cinéma d'un roman de Heltai Jenő (hu) et fut le dernier film d'Alexander Korda en Hongrie avant son exil en Autriche à cause de la Terreur blanche. En 1938, il y eut un remake : Number 111 (film, 1938) (en).

## Fiche technique
- Titre : A 111-es
- Titre anglais : Number 111
- Titre allemand : Der Mann mit der Guillotine
- Réalisation : Alexander Korda
- Scénario : Ladislaus Vajda d'après le roman de Jenő Heltai
- Directeur de la photographie : István Eiben
- Décorateurs : Alexander Ferenczy, József Juhász
- Société de production : Corvin Film
- Lieu de tournage : Budapest
- Pays d'origine :  Hongrie
- Longueur : 1 940 mètres
- Format : Noir et blanc - 1,33:1 - Muet
- Date de sortie : 
  - Hongrie : 8 janvier 1920

## Distribution
- Gábor Rajnay : Ivashiro
- María Corda : Olga / Vera
- Gyula Bartos : Sidney Balbrock
- Lila Gacs : Mabel
- Jenő Törzs : Baron Vásárhelyi
- Dezső Kertész
- Jenő Balassa
- Bäby Becker
- Sándor Dániel